# Wat Si Muang
Wat Si Muang – laotańska buddyjska świątynia, znajdująca się w Wientianie.

## Historia
Świątynię zbudowano na ruinach innej, hinduskiej świątyni, która została zbudowana przez Khmerów. Według legendy podczas budowy, kobieta w ciąży zwana Si Muang, postanowiła złożyć siebie jako ofiarę w 1563 roku. Stąd wzięła się nazwa tej świątyni. W tym samym roku zakończono jej budowę, ale inne źródło podaje rok 1566. W 1915 roku odbudowano salę święceń.

## Opis
Przed budynkiem znajduje się pomnik króla Sisavanga. W środku znajduje się ołtarz, kopia szmaragdowego Buddy (Pha Kaeo) oraz Budda z kamienia. Mówi się, iż kamienny Budda ma moc spełniania życzeń. Jeden z filarów świątyni pochodzący z czasów khmerskich owinięty jest świętym materiałem, a przed nim znajduje się płaskorzeźba Buddy.

## Wydarzenia
Na festiwalu That Luang zbiera się w tym miejscu dużo wiernych. Przypada on najczęściej na październik i listopad.